# قزل قية سفلي
قزل‌ قية سفلي هي قرية في مقاطعة شاهين دج، إيران. عدد سكان هذه القرية هو 241 في سنة 2006.